# Unione Volley Montecchio Maggiore
L'Unione Volley Montecchio Maggiore è una società pallavolistica femminile italiana con sede a Montecchio Maggiore.

## Storia
L'Unione Volley Montecchio Maggiore viene fondata nel 1978. Dopo aver partecipato a campionati minori, al termine della stagione 1998-99 ottiene la promozione in Serie B2, dove debutta nell'annata successiva: tuttavia la squadra retrocede immediatamente in Serie C, anche se poi viene ripescata in Serie B2. Conclude il campionato 2000-01 al tredicesimo posto nel proprio girone, retrocedendo in Serie C.
La nuova promozione nella quarta divisione del campionato italiano arriva alla fine della stagione 2003-04: retrocede in Serie C a conclusione dell'annata 2007-08 ma viene ripescata sempre in Serie B2: sia nella stagione 2008-09 che in quella 2009-10 raggiunge il terzo posto in classifica, ottenendo il diritto di partecipare ai play-off promozione, venendo sconfitta rispettivamente ai quarti di finale e in finale. Dopo tre stagioni terminate al quinto posto in classifica, sfiora la promozione in Serie B1 sia nell'annata 2013-14 che in quella 2014-15, uscendo prima alla finale e poi ai quarti di finale dei play-off promozione.
Viene ammessa in Serie B1 nella stagione 2016-17: conquista il primo posto in classifica nel girone B, ottenendo così la promozione in Serie A2, categoria dove debutta nella stagione 2017-18.
Nella stagione 2021-22 partecipa per la prima volta sia alla Coppa Italia di Serie A2 sia ai play-off promozione venendo eliminata in entrambi i tornei agli ottavi di finale. Al termine dell'annata 2023-24 la società cede il titolo al Fratte.

## Rosa 2023-2024
| N° | Nome               | Ruolo | Data di nascita  | Nazionalità sportiva |
| -- | ------------------ | ----- | ---------------- | -------------------- |
| 1  | Roberta Carraro    | P     | 17 novembre 1998 | Italia               |
| 4  | Michelle Gueli     | L     | 6 agosto 2003    | Italia               |
| 5  | Francesca Napodano | L     | 17 gennaio 1999  | Italia               |
| 9  | Giorgia Mazzon     | O     | 17 agosto 1998   | Italia               |
| 10 | Sara Bellia        | S     | 9 marzo 2004     | Italia               |
| 11 | Giulia Malvicini   | P     | 5 settembre 1997 | Italia               |
| 12 | Alessia Arciprete  | S     | 6 settembre 1997 | Italia               |
| 14 | Alexandra Botezat  | C     | 3 agosto 1998    | Italia               |
| 15 | Chiara Pandolfi    | C     | 15 maggio 2004   | Italia               |
| 16 | Sara Caruso        | C     | 5 febbraio 2001  | Italia               |
| 17 | Sara Gabrielli     | O     | 4 luglio 1999    | Italia               |
| 23 | Linda Mangani      | S     | 16 febbraio 2000 | Italia               |